# 截吻海蛇
截吻海蛇（学名：Hydrophis jerdonii）一种生活于亚洲孟加拉湾、安达曼海和南中国海沿岸地区的海蛇，隶属于眼镜蛇科海蛇属。原为单型属截吻海蛇属（Kerilia）中唯一一种，现一般划归海蛇属。本種原產於印度洋。

## 詞源
其種小名jerdonii，是為了紀念英國動物學家Thomas C. Jerdon而命名。

## 描述
M.A. Smith（1943）對本種描述如下：
頭短，吻部前斜，前端大幅收窄；眼中等大小；吻鱗高度等於寬度；前額鱗小，通常不與上唇鱗相接；額鱗長度遠大於寬度，幾乎等於從吻端至額鱗的距離；具1枚前眼鱗與1枚後眼鱗；上唇鱗6枚，最後一枚常與單一前顳鱗連成一體，第3與第4枚接觸眼睛；下唇鱗7至8枚，前三枚接觸發達且彼此相連的雙對生殖孔。
頸部具17列背鱗。體中段有21或23列，偶爾為19列，鱗片為覆瓦狀排列並具有強烈縱脊；來自印度與暹羅灣沿岸的標本腹鱗數為225–253；來自聖雅克角與南安南的11個標本腹鱗數為247–278（根據布赫，第 25頁）。
半陰莖於末端附近分叉；全體具棘刺，棘刺密集排列，大小中等，靠近基部時略為變大。
背部為橄欖色，腹部為淡黃色或白色，背部具黑色斑點或菱形斑，年幼個體斑點可環繞全身形成完整環帶；通常亦具中間型的背斑或橫條。
孟加拉灣的標本體中段鱗列為19或21列，背部橫帶數量為30至38（典型型態）。
暹羅灣的標本體中段通常為21或23列鱗，背部橫帶數量為34（K. j. siamensis）。
全長：1米（3.3英尺），尾長：10 cm（3.9英寸）

## 分布
分布於印度洋（孟加拉、斯里蘭卡、印度、緬甸、丹老群島）、台灣沿岸、南海、孟加拉灣（至斯里蘭卡）、西馬來西亞沿岸至泰國灣、暹羅灣、印尼（婆羅洲）。
siamensis亞種：分布於暹羅灣。
模式產地：印度馬德拉斯。

## 棲地
截吻海蛇最偏好的自然棲地為水深不超過30米（98英尺）的淺海區域，底質為泥、沙或礫石。

## 食性
截吻海蛇以鰻魚與合齒魚科魚類為食。

## 繁殖
截吻海蛇為卵胎生。 每胎數量為4條。